# Phillip Price
Philip Price (Pontypridd, 21 oktober 1966) is een golfprofessional uit Wales.

## Amateur
Price begon met golf op de lokale Pontypridd Golf Club. Vanaf het moment dat hij in 1978 de Dunlop Masters op St Pierre zag, waar Tommy Horton won, wilde hij net zo goed worden als zijn nieuwe idool. 

#### Gewonnen
- Jacques Leglise Trophy: 1984 (winnaars)

## Professional
In 1989 werd de 21-jarige Price professional. Het jaar daarop ging hij naar de Tourschool en haalde zijn spelerskaart voor 1991. Hij won tweemaal het Portugees Open. In 2000 behaalde hij de 8ste plaats op de Order of Merit, zijn beste prestatie tot op dat moment. 
In 2002 speelde Price in de Ryder Cup op De Vere Belfry, waar hij Phil Mickelson versloeg en het winnende punt voor Europa vastlegde.
In 2005 kwalificeerde hij zich voor de Amerikaanse PGA Tour, maar hij slaagde er niet in zijn kaart te behouden en speelt nu weer op de Europese PGA Tour.

#### Gewonnen
- 1993: PGA Kampioenschap van Wales

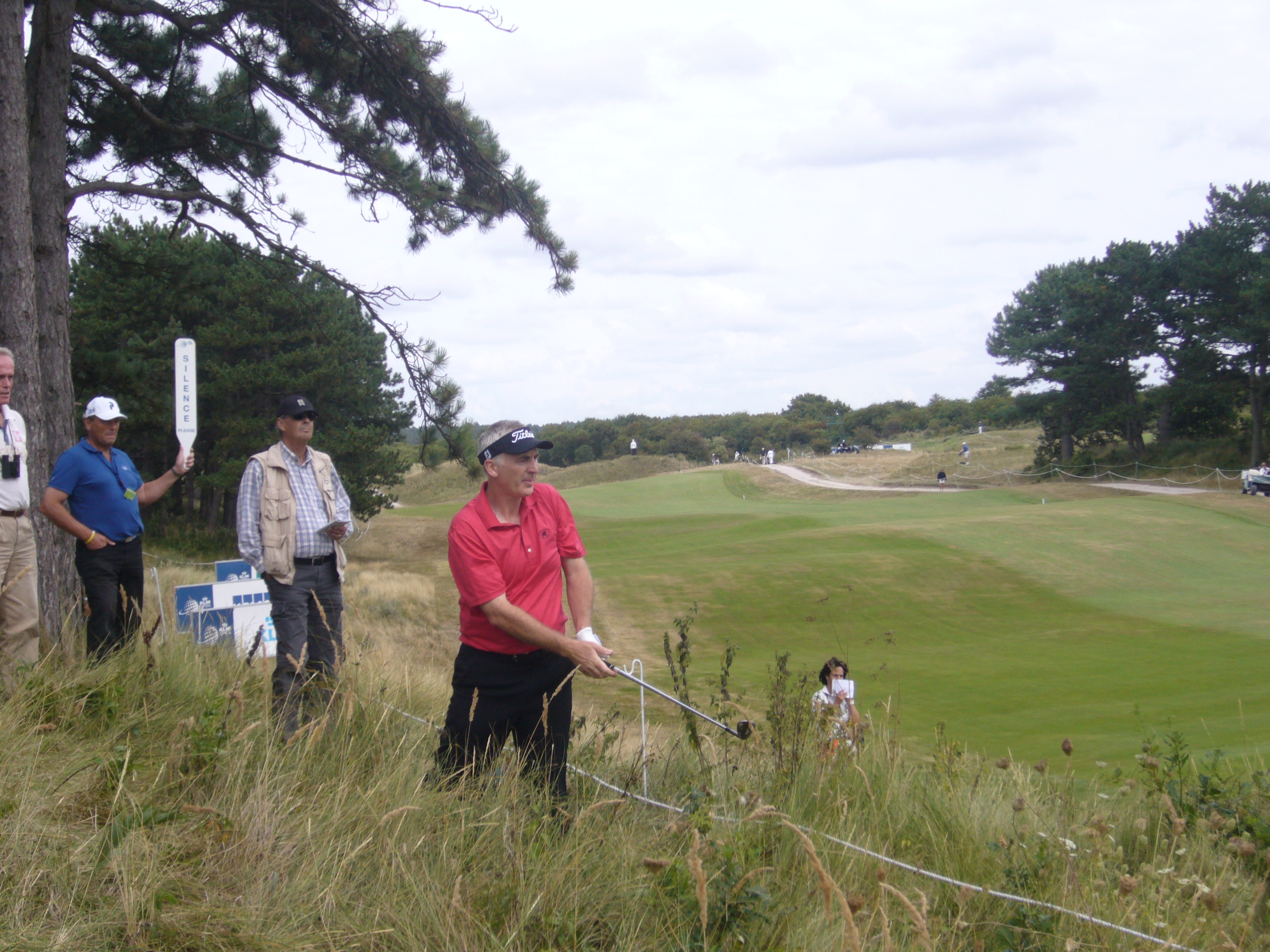
KLM Open 2009 op de Kennemer

- 1994: Portuguese Open op Penha Longa Atlantico
- 2001: Algarve Open de Portugal op de Quinta do Lago Golf Club
- 2003: Smurfit European Open op de K Club in Ierland, waar in 2006 de Ryder Cup wordt gespeeld.

#### Teams
- Ryder Cup (namens Europa): 2002 (winnaars)
- Alfred Dunhill Cup (namens Wales): 1991, 1996, 2000
- World Cup (namens Wales): 1991, 1994, 1995, 1997, 1998, 1999, 2000, 2001, 2004
- Seve Trophy (namens Groot-Brittannië en Ierland): 2000, 2003 (winnaars)